# Steamroller (mikroarchitektúra)
Az AMD Steamroller Family 15h az AMD által az AMD APU-k számára fejlesztett mikroarchitektúra, ami a Piledriver mikroarchitektúrát követte 2014 elején, mint a Bulldozer mikroarchitektúra harmadik generációja. A Steamroller APU-k elődeikhez hasonlóan továbbra is kétmagos modulokat használnak, ugyanakkor a nagyobb párhuzamosság elérésére törekednek.

## Mikroarchitektúra
A Steamroller továbbra is kétmagos modulokat használ, amik a Bulldozer és Piledriver kialakításokban is megtalálhatóak, ezeket CMT-nek (Clustered Multi-Threading), azaz klaszterezett többszálas végrehajtású processzornak nevezik, tehát egy modul egy kétmagos processzornak felel meg. A Steamroller-ben a nagyobb párhuzamosságra törekedtek. A fejlesztések közé tartozik, hogy a modulon belül minden mag független utasításdekódert kapott – ez a korábbi tervekben szűk keresztmetszetet okozott –, a szálankénti maximális szélességű kiküldés 25%-kal javult, a rendszer jobb utasításütemezőket, javított perceptronos elágazás-előrejelzőt, nagyobb és intelligensebb gyorsítótárakat kapott, akár 30%-kal kevesebb lett az utasítás-gyorsítótár tévesztés, 20%-kal csökkent a téves elágazásbecslés aránya, dinamikusan átméretezhetővé vált az L2 gyorsítótár, megjelent a mikroművelet-utasítássor, több belső regiszter-erőforrás és javított memóriavezérlő került a tervekbe.
Az AMD becslése szerint ezek a fejlesztések akár 30%-kal megnövelik ciklusonkénti utasításszámot (IPC) az első generációs Bulldozer maghoz képest, miközben megtartják a Piledriver magas órajelét, csökkentett energiafogyasztás mellett. A végeredmény 9%-os egyszálas IPC javulás és 18%-os többszálas IPC javulás a Piledriverhez képest.
A Steamroller, a CPU-k mikroarchitektúrája, valamint a Graphics Core Next, a GPU-k mikroarchitektúrája, az APU sorozatokban egymáshoz vannak illesztve, a heterogén rendszerarchitektúrában meghatározott funkciók támogatása érdekében.

## Történet
2011-ben az AMD bejelentette a 2013-as évre szóló ütemtervében a harmadik generációs Bulldozer-alapú processzorcsaládot, Next Generation Bulldozer (következő generációs Bulldozer) munkanév alatt, ami majd 28 nm gyártási folyamattal készül.
2011. szeptember 21-én az AMD-től kiszivárgott képkockákról kiderült, hogy a Bulldozer mag harmadik generációja a Steamroller kódnevet kapta.
2014 januárjában kezdtek megjelenni az első Kaveri APU-k.
2015 májusától 2016 márciusáig a cég új APU-kat bocsátott ki, Kaveri-frissítés címszóval (kódnevük Godavari).

## Jellemzők
Az alábbi táblázat az AMD 3D grafikus processzorainak jellemzőit mutatja be, beleértve az APU-kat is (lásd még: 3D grafikával rendelkező AMD processzorok listája).

## Processzorok

### APU vonalak
1. Kaveri A sorozatú APU
  - Az asztali számítógépek kedvező árú és általános piacán (FM2+): A Trinity / Richland APU vonalat 2014 januárjában a Kaveri APU vonal váltotta fel, amely az asztali piac A10, A8, A6 és A4 sorozatának harmadik generációját képviseli. 2014-ben a csúcsmodell a négymagos A10-7850K APU volt, 3,7 GHz-es magfrekvenciával és 4 MiB L2 gyorsítótárral, egy 720 MHz-es GPU-val, 512 adatfolyam-processzorral és több mint 856 GFLOPS teljes feldolgozási teljesítménnyel.[14]
 2015-ben és 2016-ban új modelleket adtak ki, kettő–négy továbbfejlesztett Steamroller B maggal, Kaveri-frissítés / Godavari néven. Az A10-7890K, az új csúcsmodell, megnövelt 4,1 GHz magfrekvenciával és 866 MHz-es GPU-val rendelkezik.
  - két vagy négy Steamroller mikroarchitektúrájú processzormag
  - csak Socket FM2+ foglalat, a Socket FM2 foglalat nem támogatott,[15] PCIe 3.0 támogatás
  - kétcsatornás (2×64 bites) memóriavezérlő DDR3 memóriához
  - AMD heterogén rendszerarchitektúra (HSA) 2.0
  - SIP blokkok: Unified Video Decoder, Video Coding Engine, TrueAudio[16]
  - három–nyolc számítóegység (Compute Unit, CU), ezek az átdolgozott GCN 2. generációs mikroarchitektúrán alapulnak;[17] egy számítóegység (CU) 64 egyesített shader processzorból áll : 4 textúraleképező egység (TMU) : 1 renderelő kimeneti egység (ROP)
  - AMD Eyefinity akár 4 monitort támogat,[18] 4K Ultra HD támogatás, DisplayPort 1.2 támogatás[19]
  - egyes modellek támogatják az AMD Hybrid Graphics rendszert Radeon R7 240 vagy R7 250 diszkrét grafikus kártya használatával[20]
  - integrált egyedi ARM Cortex-A5 koprocesszor[21] TrustZone biztonsági kiterjesztésekkel[22]
2. Berlin APU – törölve
  - Az AMD által 2013-ban bejelentett[23] Berlin APU-k a vállalati és szerverpiacokat célozták meg, négy Steamroller maggal, akár 512 stream processzorral és ECC memória támogatással.

### FX vonalak (megszűnt)
2013 novemberében az AMD megerősítette, hogy nem fogja frissíteni az FX sorozatot 2014-ben, sem a Socket AM3+ verziót, sem az új foglalatú Steamroller verziót.
Az AMD azonban kiadott egy Kaveri alapú FX-770K asztali és FX-7600P mobil processzort, amik alapvetően APU-k, letiltott integrált grafikával , hasonlóan az Athlon X4 FM2+ vonalhoz. Ezeket az APU-kat csak az OEM gyártók számára adták ki.

### Szerver vonalak (törölve)
Az AMD 2014-es szerver fejlesztési terveiben a következők láthatók:
- Berlin APU – négymagos x86 Steamroller architektúra (a fentiek szerint) 1 processzoros (1P) számítási és médiafürtökhöz
- Berlin CPU – négymagos x86 Steamroller architektúra 1P webes és vállalati szolgáltatási fürtökhöz
- Seattle CPU – 4/8 magos AArch64 Cortex-A57 architektúra (Opteron A1100) 1P webes és vállalati szolgáltatási klaszterekhez[28]
- Warsaw CPU – max. 16 magos x86 Piledriver (2. generációs Bulldozer) architektúra (Opteron 6338P és 6370P) 2P/4P szerverekhez[29]

A Steamroller Opteron termékek terveit azonban törölték, valószínűleg a Bulldozer architektúrának ebben a generációban mutatott gyenge energiahatékonysága miatt. Az energiahatékonyság jelentősen megnövekedett a következő Excavator generációban, ami meghaladta a Jaguar egy wattra számított teljesítményét, és közelítőleg megduplázta a wattonkénti teljesítményt a Steamrollerhez képest (például 20,74 pt/W vs 10,85 pt/W hasonló mobil APU-k összehasonlításakor, durva közelítéssel).

## Fordítás
Ez a szócikk részben vagy egészben  a   Steamroller (microarchitecture) című angol Wikipédia-szócikk ezen változatának fordításán alapul.  Az eredeti cikk szerkesztőit annak laptörténete sorolja fel. Ez a jelzés csupán a megfogalmazás eredetét és a szerzői jogokat jelzi, nem szolgál a cikkben szereplő információk forrásmegjelöléseként.